# Maria Karol Babi
Marek Maria Karol Babi (ur. 10 maja 1975 w Skierniewicach) – polski duchowny mariawicki, w latach 2015–2023 biskup naczelny Kościoła Starokatolickiego Mariawitów i ordynariusz diecezji warszawsko-płockiej, działacz ekumeniczny i społeczny. Wiceprezes Polskiej Rady Ekumenicznej. Od 1 lipca 2024 roku proboszcz parafii Przemienienia Pańskiego w Wierzbicy.

## Życiorys
Pochodzi z parafii Matki Bożej Nieustającej Pomocy w Warszawie. Absolwent płockiego Liceum Ogólnokształcącego im. Marsz. Stanisława Małachowskiego.
1 lipca 1995 w trzy lata po obłóczynach otrzymał święcenia subdiakonatu i diakonatu. 6 września 1998 po ukończeniu Wyższego Seminarium Duchownego Kościoła Starokatolickiego Mariawitów w Płocku, został w Świątyni Miłosierdzia i Miłości w Płocku wyświęcony na kapłana. Po święceniach sprawował obowiązki proboszczowskie w parafii św. Mateusza Apostoła i Ewangelisty i św. Rocha Wyznawcy Nowej Sobótce oraz parafii Przenajświętszego Sakramentu w Kadzidłowej. Podczas pobytu w Nowej Sobótce, podjął się odbudowy wieży kościoła parafialnego, zniszczonej podczas nawałnicy w 1999 roku. W latach 2003–2008 piastował funkcję proboszcza parafii św. Jana Chrzciciela w Lesznie oraz parafii Trójcy Przenajświętszej w Błoniu, a w latach 2008–2016 piastował funkcję proboszcza parafii Matki Bożej Nieustającej Pomocy w Warszawie i parafii Trójcy Przenajświętszej w Lutkówce.
W 2013 ukończył studia na Wydziale Teologicznym Chrześcijańskiej Akademii Teologicznej w Warszawie broniąc pracę magisterską pod tytułem Zgromadzenie Sióstr Mariawitek Nieustającej Adoracji Ubłagania w latach 1906–2009 napisaną pod kierunkiem ks. dr. hab. prof. nadzw. Mirosława Michalskiego. W 2015 ukończył na Wydziale Pedagogicznym ChAT studia podyplomowe na kierunku Pedagogika przedszkolna i wczesnoszkolna. W latach 2007–2015 był sekretarzem Rady Kościoła Starokatolickiego Mariawitów.
30 czerwca 2015 podczas I sesji Kapituły Generalnej Kościoła Starokatolickiego Mariawitów został wybrany na biskupa. Konsekracja biskupia odbyła się 29 sierpnia 2015 w Świątyni Miłosierdzia i Miłości w Płocku. 31 sierpnia 2015 podczas II sesji Kapituły Generalnej został wybrany na biskupa naczelnego Kościoła Starokatolickiego Mariawitów.
11 lutego 2023 Kapituła Generalna Kościoła Starokatolickiego Mariawitów podjęła uchwałę o zakończeniu kadencji Biskupa Naczelnego bp. M. Karola Babiego, z zachowaniem funkcji biskupa diecezji warszawsko-płockiej. 
5 września 2023 Kapituła Generalna ukarała bp. Babiego za niegospodarność, naruszanie procedur finansowych, jednoosobowe podejmowanie decyzji finansowych i prowadzenie działań niezgodnych z interesem Kościoła zawieszeniem w pełnieniu funkcji biskupich od 15 października 2023. Kara obejmuje zakaz noszenia insygniów urzędu (krzyż, mitra, pastorał) i sprawowania sakramentów zastrzeżonym biskupom, a także uczestniczenia w uroczystościach kościelnych i państwowych oraz reprezentacji Kościoła wobec władz. Ponadto bp Karol został odwołany z Płocka i skierowany przez Radę Kościoła do parafii w Wierzbicy. .
Jest żonaty, ma trójkę dzieci: dwie córki i syna.